# Puste granice: Ogród grzeszników
Puste granice: Ogród grzeszników (jap. 空の境界 Kara no kyōkai), znany również pod nazwą The Garden of Sinners oraz Rakkyo (jap. らっきょ) – seria light novel napisana przez Kinoko Nasu i zilustrowana przez Takashi Takeuchi. Początkowo kolejne rozdziały miały swoją premierę za pośrednictwem internetu i na targach Comiket pomiędzy październikiem 1998 roku a sierpniem 1999 roku. Kolejne rozdziały zostały później wydane przez wydawnictwo Kōdansha w dwóch tomach w 2004 roku, a następnie przedrukowane w trzech tomach w latach 2007-2008. Studio Ufotable wyprodukowało na podstawie powieści serię siedmiu filmów animowanych wydanych w latach 2007-2009, a także odcinek OVA w 2011 roku. To samo studio wydało także sequel historii w 2013 roku. Od 2010 roku na podstawie powieści powstaje także adaptacja w formie mangi, której ilustracje wykonuje Sphere Tenku.
W Polsce seria light novel została zlicencjonowana przez wydawnictwo Kotori w wersji trzytomowej. Pierwszy tom miał premierę w kwietniu 2017; ostatni - w styczniu 2018.

## Fabuła
Mikiya Kokutō jest zainteresowany jedną z dziewcząt z klasy, Shiki Ryōgi. Wkrótce odkrywa on, że Shiki jest powiązana z serią morderstw dziejących się w mieście i z istotami nadprzyrodzonymi, które te morderstwa popełniają. Okazuje się, że w rodzinie Shiki niektórzy jej członkowie powiadają dwie osobne osobowości posiadające osobne właściwości, które są siebie świadome. Trenowana na łowcę demonów Shiki, również posiada dwie osobne osobowości – jedną męską, nazywaną Shiki (jap. 織) oraz żeńską, nazywaną Shiki (jap. 式).
Przez spotkania z Mikiyą, Shiki odkrywa inny typ relacji międzyludzkich i szczęście, co jednak nie podoba się drugiej osobowości. W rezultacie schizmy w jej umyśle ma wypadek samochodowy, który zabija męską osobowość i pozostawia żeńską w śpiączce na dwa lata. Gdy odzyskuje przytomność, zdaje sobie sprawę, że straciła wszystkie wspomnienia z dotychczasowego życia. Ponownie spotyka Mikiyego, który po szkole rozpoczął pracę jako detektyw w firmie Garan no dō, należącej do Tōko Aosaki. Shiki również zaczyna pracę w agencji pomagając w rozwiązywaniu spraw nadprzyrodzonych gdy jest potrzebna sprawność fizyczna i jej umiejętności jako łowcy.

### Wpływ na inne prace
Akcja serii Kara no kyōkai dzieje się w alternatywnym wymiarze do tego przedstawionego w Tsukihime i Fate/stay night, służąc niejako za prototyp obu później powstałych serii – pojawiają się w nim elementy i koncepty obecne nie tylko w tych dwóch później powstałych seriach, a także innych produkcjach Type-Moon. Przykładowo, główna bohaterka, Shiki Ryōgi, posiada umiejętność podobną do tej posiadanej przez Shikiego Tohno, głównego bohatera serii Tsukihime, czy też do umiejętności posiadanej przez Tōko Aosaki, pojawiającej się w powieści kinetycznej Mahōtsukai no yoru (postać ta pojawia się także w Kara no kyōkai, Tsukihime i w kilku innych pracach Type-Moon).

## Główni bohaterowie
- Shiki Ryōgi (jap. 両儀 式 Ryōgi Shiki) – główna protagonistka serii. Jest ładna, ale niezbyt towarzyska. Zwykle nosi kimona. Posiada nadprzyrodzoną umiejętność, nazywaną „oczy widzące śmierć” (jap. 直死の魔眼 chokushi no magan), dzięki której dostrzega „linie śmierci” (jap. 死の線 shi no sen) czy też „punkty śmierci” (jap. 死の点 shi no ten) zarówno istot żywych jak i nieożywionych, po których przecięciu przedmiot lub istota zostają uśmiercone lub zniszczone.

- Mikiya Kokutō (jap. 黒桐幹也 Kokutō Mikiya) – przyjaciel Shiki z czasów liceum, nie posiada żadnych nadprzyrodzonych zdolności. Porzucił studia i pracuje w Garan no dō jako detektyw. Dobry w wyszukiwaniu informacji.

- Tōko Aosaki (jap. 蒼崎橙子 Aosaki Tōko) – dwudziestoparoletnia czarodziejka. Właścicielka firmy Garan no dō, jest ekspertem od robienia lalek i części zamiennych. Ma chłodną osobowość, ale jest skrycie romantyczna. Ma młodszą siostrę.

## Light novel
Powieści z serii Kara no kyōkai zostały napisane przez Kinoko Nasu i zilustrowane przez Takashiego Takeuchi. Pierwszych pięć rozdziałów zostało wydanych pierwotnie od października 1998 roku do marca 1999 za pośrednictwem prowadzonej przez Nasu i Takeuchiego strony poświęconej dōjinom, o nazwie Takebōki (jap. 竹箒). Dwa ostatnie rozdziały zostały opublikowane podczas Comiketu w sierpniu 1999 roku. 
Nasu i Takeuchi założyli później firmę Type-Moon i w 2001 roku dołączyły pierwsze cztery rozdziały powieści w formie książki do wydania Tsukihime PLUS-DISC, dzięki czemu Kara no kyōkai zyskało sporą popularność i fani domagali się wydania pozostałych rozdziałów. 7 czerwca 2004 roku wydawnictwo Kōdansha wydało komercyjną edycję wszystkich rozdziałów. 
Do listopada 2007 roku sprzedano łącznie ponad pół miliona kopii powieści.
| Nr | Tytuł                                  | Data wydania (język japoński) | ISBN (język japoński)  |
| -- | -------------------------------------- | ----------------------------- | ---------------------- |
| 1  | Kara no kyōkai 1 (jap. 空の境界（上）) | 7 czerwca 2004                | ISBN 978-4-06-182361-7 |
| 2  | Kara no kyōkai 2 (jap. 空の境界（下）) | 7 czerwca 2004                | ISBN 978-4-06-182362-4 |

Z okazji premiery filmów kinowych powieści te zostały przedrukowane z nowymi ilustracjami i z drobnymi korektami, tym razem jako trzy tomy.
| Nr | Tytuł                                                                      | Data wydania (język japoński) | ISBN (język japoński)  | Data wydania (język polski) | ISBN (język polski)    |
| --- | -------------------------------------------------------------------------- | ----------------------------- | ---------------------- | --------------------------- | ---------------------- |
| 1 | Puste granice: Ogród grzeszników #1 (jap. 空の境界（上） Kara no kyōkai 1) | 15 listopada 2007             | ISBN 978-4-06-275892-5 | kwiecień 2017               | ISBN 978-8-36-572217-1 |
| Lista rozdziałów: - Fukan fūkei (jap. 俯瞰風景) - Satsujin kōsatsu (zen) (jap. 殺人考察（前）) - Tsūkaku zanryū (jap. 痛覚残留) |                                                                            |                               |                        |                             |                        |
| 2 | Puste granice: Ogród grzeszników #2 (jap. 空の境界（中） Kara no kyōkai 2) | 14 grudnia 2007               | ISBN 978-4-06-275920-5 | 7 października 2017         | ISBN 978-83-65722-32-4 |
| 3 | Puste granice: Ogród grzeszników #3 (jap. 空の境界（下） Kara no kyōkai 3) | 16 stycznia 2008              | ISBN 978-4-06-275946-5 | styczeń 2018                | ISBN 978-83-65722-51-5 |

## Drama CD
9 sierpnia 2002 roku wydano na płycie CD słuchowisko bazujące na pierwszym rozdziale powieści, zatytułowanym Fukan fūkei (jap. 俯瞰風景).

## Filmy animowane
Seria powieści została zaadaptowana jako 7-częściowa seria filmów animowanych przez studio Ufotable.
Pierwsza część zatytułowana Fukan fūkei (jap. 俯瞰風景), miała swoją premierę w japońskich kinach 1 grudnia 2007 roku, a kolejne części miały swoje premiery kinowe od 29 grudnia 2007 roku do 8 sierpnia 2009 roku.
W związku z planowaną premierą siódmego filmu z serii, wyprodukowano film będący kompilacją poprzednich sześciu (w którym jednak dodano kilka dodatkowych scen), który miał swoją premierę 14 marca 2009 roku. 
Seria została wydana na Blu-ray 2 lutego 2011 roku. W zestawie oprócz siedmiu filmów znalazł się także film Kara no kyōkai Remix -Gate of Seventh Heaven- a także zupełnie nowy odcinek, zatytułowany Gekijōban kara no kyōkai shūshō: Kara no kyōkai.
Pierwszy film franczyzy, Fukan fūkei został przekonwertowany na 3D i wydany ponownie w lipcu 2013 roku.
Ósmy film z serii, zatytułowany Kara no kyōkai: Mirai fukuin (jap. 空の境界 未来福音), miał swoją premierę 28 września 2013 roku i zarobił ponad 166 milionów jenów (ok. 5 mln złotych) w okresie od premiery do 20 października 2013 roku. Film ten jest adaptacją epilogu powieści o tym samym tytule, autorstwa Kinoko Nasu. W zestawie z filmem w kinach wyświetlano także odcinek krótkometrażowy zatytułowany Kara no kyōkai: Mirai fukuin Extra Chorus (jap. 空の境界 未来福音 Extra Chorus).
Do lutego 2011 roku wydania pierwszych siedmiu części na DVD zostały sprzedane w ponad 750 tysiącach egzemplarzy. Natomiast zestaw 7 filmów na Blu-ray na przełomie stycznia i lutego 2011 roku był drugą najchętniej kupowaną pozycją na rynku w Japonii w swojej kategorii – został wtenczas sprzedany w 25 tysiącach egzemplarzy.
| Nr | Tytuł                                                                              | Reżyseria         | Scenariusz       | Czas trwania | Premiera         |
| -- | ---------------------------------------------------------------------------------- | ----------------- | ---------------- | ------------ | ---------------- |
| 1  | Kara no kyōkai dai isshō: Fukan fūkei (空の境界 第一章 俯瞰風景)                   | Ei Aoki           | Masaki Hiramatsu | 48 minut     | 1 grudnia 2007   |
|    |                                                                                    |                   |                  |              |                  |
| 2  | Kara no kyōkai dai nishō: Satsujin kōsatsu (zen) (空の境界 第二章 殺人考察（前）)  | Takuya Nonaka     | Masaki Hiramatsu | 58 minut     | 29 grudnia 2007  |
|    |                                                                                    |                   |                  |              |                  |
| 3  | Kara no kyōkai dai sanshō: Tsūkaku zanryū (空の境界 第三章 痛覚残留)               | Mitsuru Obunai    | Masaki Hiramatsu | 56 minut     | 26 stycznia 2008 |
|    |                                                                                    |                   |                  |              |                  |
| 4  | Kara no kyōkai dai yonshō: Garan no dō (空の境界 第四章 伽藍の洞)                  | Teiichi Takiguchi | Masaki Hiramatsu | 46 minut     | 24 maja 2008     |
|    |                                                                                    |                   |                  |              |                  |
| 5  | Kara no Kyōkai dai goshō: Mujun rasen (空の境界 第五章 矛盾螺旋)                   | Takayuki Hirao    | Masaki Hiramatsu | 112 minut    | 16 sierpnia 2008 |
|    |                                                                                    |                   |                  |              |                  |
| 6  | Kara no kyōkai dai rokushō: Bōkyaku rokuon (空の境界 第六章 忘却録音)              | Takahiro Miura    | Masaki Hiramatsu | 60 minut     | 20 grudnia 2008  |
|    |                                                                                    |                   |                  |              |                  |
| 7  | Kara no kyōkai dai nanashō: Satsujin kōsatsu (go) (空の境界 第七章 殺人考察（後）) | Shinsuke Takizawa | Masaki Hiramatsu | 119 minut    | 8 sierpnia 2009  |
|    |                                                                                    |                   |                  |              |                  |
| 8  | Kara no kyōkai: Mirai fukuin (空の境界 未来福音)                                   | Tomonori Sudo     | Akira Hiyama     | 89 minut     | 28 września 2013 |
|    |                                                                                    |                   |                  |              |                  |

### Powiązane
| Nr | Tytuł                                                                                   | Czas trwania | Premiera         |
| --- | --------------------------------------------------------------------------------------- | ------------ | ---------------- |
| Remiks | Kara no kyōkai Remix -Gate of Seventh Heaven- (空の境界 Remix -Gate of Seventh Heaven-) | 61 minut     | 14 marca 2009    |
| Remiks pierwszych sześciu wyprodukowanych filmów, zawierający wszystkie najważniejsze wątki, a także kilka dodatkowych scen. Wydarzenia zostały w nim przedstawione w kolejności chronologicznej, zaczynając od drugiego filmu, następnie czwartego, trzeciego, pierwszego, piątego i szóstego. |                                                                                         |              |                  |
| OVA | Gekijōban „Kara no kyōkai” shūshō/Kara no kyōkai (劇場版「空の境界」終章/空の境界)      | ok. 30 minut | 2 lutego 2011    |
| |                                                                                         |              |                  |
| – | Kara no kyōkai: Mirai fukuin Extra Chorus (空の境界 未来福音 Extra Chorus)              | 32 minuty    | 28 września 2013 |
| |                                                                                         |              |                  |

### Ścieżka dźwiękowa
Każdy z motywów przewodnich został wykonany przez zespół Kalafina, który został sformowany przez autorkę utworów, Yuki Kajiurę na potrzeby projektu Kara no kyōkai. Poza utworami z filmu Mirai fukuin, wszystkie znalazły się w albumie Seventh Heaven.
- Fukan fūkei (jap. 俯瞰風景)
  - „oblivious”
- Satsujin kōsatsu (Zen) (jap. 殺人考察(前))
  - „Kimi ga hikari ni kaete iku” (jap. 君が光に変えて行く)
- Tsūkaku zanryū (jap. 痛覚残留)
  - „Kizuato” (jap. 傷跡)
- Garan no dō (jap. 伽藍の洞)
  - „ARIA”
- Mujun rasen (jap. 矛盾螺旋)
  - „Sprinter”
- Bōkyaku rokuon (jap. 忘却録音)
  - „fairytale”
- Satsujin kōsatsu (Go) (jap. 殺人考察(後))
  - „Seventh Heaven”
- Mirai fukuin Extra Chorus (jap. 未来福音 Extra Chorus)
  - „dolce”
- Mirai fukuin (jap. 未来福音)
  - „Hallelujah” (jap. アレルヤ Areruya)

## Manga
Na podstawie powieści powstaje także manga, zatytułowana Kara no kyōkai the Garden of sinners (jap. 空の境界　ｔｈｅ　Ｇａｒｄｅｎ　ｏｆ　ｓｉｎｎｅｒｓ). Artystą wykonującym rysunki jest Sphere Tenku (jap. 天空すふぃあ Tenkū Sufia). Komiks ten jest wydawany od września 2010 roku w japońskim magazynie internetowym Saizensen, należącym do wydawnictwa Kōdansha.
| Nr | Data wydania (język japoński) | ISBN (język japoński)  |
| -- | ----------------------------- | ---------------------- |
| 1  | 10 listopada 2011             | ISBN 978-4-06-369501-4 |
| 2  | 10 lipca 2012                 | ISBN 978-4-06-369506-9 |
| 3  | 10 lipca 2013                 | ISBN 978-4-06-369508-3 |
| 4  | 10 września 2014              | ISBN 978-4-06-369517-5 |
| 5  | 10 sierpnia 2015              | ISBN 978-4-06-369534-2 |
| 6  | 21 lipca 2016                 | ISBN 978-4-06-369554-0 |
| 7  | 8 września 2017               | ISBN 978-4-06-369582-3 |
| 8  | 11 sierpnia 2018              | ISBN 978-4-06-512000-2 |
| 9  | 1 sierpnia 2019               | ISBN 978-4-06-516695-6 |
| 10 | 12 sierpnia 2020              | ISBN 978-4-06-520433-7 |